# Xã Marion, Quận Mercer, Missouri
Xã Marion (tiếng Anh: Marion Township) là một xã thuộc quận Mercer, tiểu bang Missouri, Hoa Kỳ. Năm 2010, dân số của xã này là 826 người.